# 안성수 (목사)
안성수(1919년 4월 3일 ~ 1987년 1월 4일)는 대한민국의 목회자이다. 경기도 남양주에 있는 금곡교회에서 담임목회를 했으며, 대한예수교장로회(합동) 중서울노회 노회장을 역임하였다. 총신대학교 교수인 안인섭 박사가 그의 아들이며 안경미 권사가 그의 딸이다.

## 학력 및 경력
- 성화신학교, 칼빈신학교
- 총회신학교 (제 54회)
- 금곡교회 담임목사 (1960년-1987년)
- 대한예수교장로회(합동) 중서울노회 노회장 (1982년)

## 생애와 활동

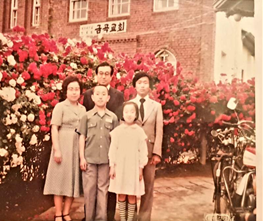
안성수 목사 가족들

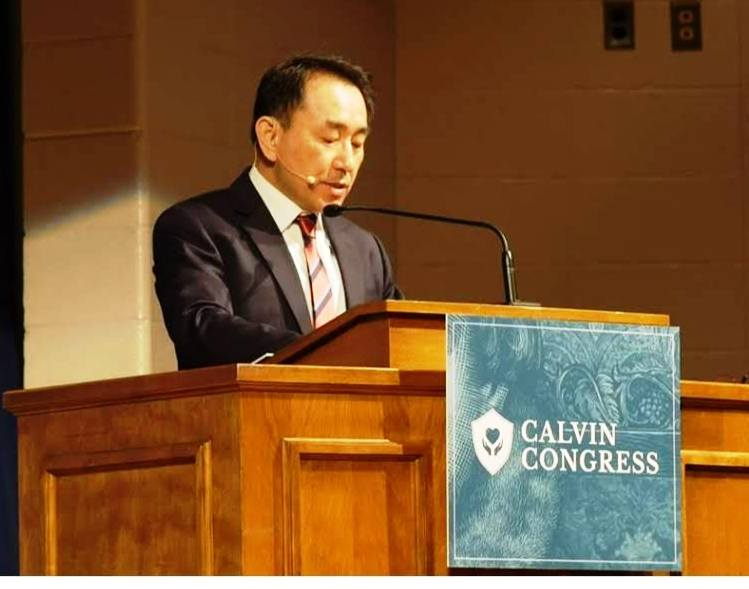
안성수 목사의 아들 안인섭 박사, 미국 웨스트민스터 신학교

1919년 4월 3일에 평안 신양리에서 태어났는데, 부친은 안영덕이었고 모친은 김치동이며 안성수는 외동아들로 태어났다.  26살에 방직공장에서 근무했던 기술을 활용해서 일제가 놓아두고 간 기계를 가지고 조그마한 직조공장을 운영도 하였다. 목사의 소명을 받고 당시 성화신학교라는 곳에 들어가서 신학 공부를 시작했다. 그러나 청년 안성수는 6.25 전쟁중에 남쪽으로 피난을 떠났다. 남한에서 잠시 직조 사업을 하다가 폐결핵으로 고생하다 치료되어 다시 신학공부를 하게되었다. 칼빈신학교를 1960년 졸업하며 총신 제10회 졸업생이 되었다. 신대원 졸업 회기는 54회가 된다. 언더우드 선교사와도 친밀하였고 한국교회 초기 기독교 지도자였던, 경기도 광탄의 유지 김경서 장로의 막내 딸과 결혼을 하였다. 1960년 3월 5일 경기도 남양주에 있는 금곡교회에 부임하여 27년간 사역하고 1987년 1월 4일 소천하였다.

## 참고 문헌
- 안인섭, "사랑으로 역사하는 교회의 목회자 안성수 목사," 그리워지는 목회자들: 백향목처럼 아름다운 이야기, 안명준외 (아벨서원:2020)
- 김요나, “안성수 목사” 『중서울노회사: 21세기를 향한 화합과 전진』 (서울: 대한예수교 장로회 중서울노회 역사편찬위원회, 1997). 337-342.

## 같이 보기
- 안인섭
- 한국의 목회자 목록